# Élections municipales de 2017 dans Le Granit
Pour un article plus général, voir Élections municipales de 2017 en Estrie.
Cet article concerne les élections municipales de 2017 en Estrie dans la municipalité régionale de comté de Le Granit.

## Audet
| Candidats pour la mairie                     | Vote            | %               |
| -------------------------------------------- | --------------- | --------------- |
| Jean-Marc Grondin (Sortant d'un autre poste) | Sans opposition | Sans opposition |

| Candidats conseiller #1 | Vote            | %               |
| ----------------------- | --------------- | --------------- |
| Danièle Provencher      | Sans opposition | Sans opposition |

| Candidats conseiller #2 | Vote | %     |
| ----------------------- | ---- | ----- |
| Caroline Gaboury        | 206  | 74,10 |
| Yves Lacasse            | 72   | 25,90 |

| Candidats conseiller #3                     | Vote | %     |
| ------------------------------------------- | ---- | ----- |
| Germain Fortin                              | 156  | 53,79 |
| Marthe Bélanger (Sortante d'un autre poste) | 134  | 46,21 |

| Candidats conseiller #4  | Vote            | %               |
| ------------------------ | --------------- | --------------- |
| André Béliveau (Sortant) | Sans opposition | Sans opposition |

| Candidats conseiller #5    | Vote            | %               |
| -------------------------- | --------------- | --------------- |
| Jean-Yves Nadeau (Sortant) | Sans opposition | Sans opposition |

| Candidats conseiller #6 | Vote            | %               |
| ----------------------- | --------------- | --------------- |
| Michel Rhéaume          | Sans opposition | Sans opposition |

## Courcelles
| Candidats pour la mairie                    | Vote | %     |
| ------------------------------------------- | ---- | ----- |
| Francis Bélanger (Sortant d'un autre poste) | 354  | 62,65 |
| Mario Quirion (Sortant)                     | 211  | 37,35 |
| Taux de participation : 78,8 %              |      |       |

| Candidats conseiller #1 | Vote | %     |
| ----------------------- | ---- | ----- |
| Gino Giroux (Sortant)   | 285  | 50,98 |
| André Campeau           | 274  | 49,02 |

| Candidats conseiller #2 | Vote | %     |
| ----------------------- | ---- | ----- |
| André Drouin            | 341  | 61,33 |
| Claude Goulet (Sortant) | 215  | 38,67 |

| Candidats conseiller #3   | Vote            | %               |
| ------------------------- | --------------- | --------------- |
| Diane Rancourt (Sortante) | Sans opposition | Sans opposition |

| Candidats conseiller #4 | Vote | %     |
| ----------------------- | ---- | ----- |
| Patrick St-Pierre       | 355  | 63,51 |
| Hugues Arguin (Sortant) | 204  | 36,49 |

| Candidats conseiller #5 | Vote | %     |
| ----------------------- | ---- | ----- |
| Martin Boulanger        | 350  | 62,72 |
| Nadia Faucher           | 208  | 37,28 |

| Candidats conseiller #6   | Vote            | %               |
| ------------------------- | --------------- | --------------- |
| Renaud Gosselin (Sortant) | Sans opposition | Sans opposition |

## Frontenac
| Candidats pour la mairie                | Vote            | %               |
| --------------------------------------- | --------------- | --------------- |
| Gaby Gendron (Sortant d'un autre poste) | Sans opposition | Sans opposition |

| Candidats district #1 | Vote            | %               |
| --------------------- | --------------- | --------------- |
| Lucie Boulanger       | Sans opposition | Sans opposition |

| Candidats district #2        | Vote            | %               |
| ---------------------------- | --------------- | --------------- |
| Mélanie Martineau (Sortante) | Sans opposition | Sans opposition |

| Candidats district #3 | Vote            | %               |
| --------------------- | --------------- | --------------- |
| René Pépin            | Sans opposition | Sans opposition |

| Candidats district #4 | Vote            | %               |
| --------------------- | --------------- | --------------- |
| Bianca Boulanger      | Sans opposition | Sans opposition |

| Candidats district #5   | Vote            | %               |
| ----------------------- | --------------- | --------------- |
| Simon Couture (Sortant) | Sans opposition | Sans opposition |

| Candidats district #6  | Vote            | %               |
| ---------------------- | --------------- | --------------- |
| Marcel Pépin (Sortant) | Sans opposition | Sans opposition |

## Lac-Drolet
| Candidats pour la mairie | Vote            | %               |
| ------------------------ | --------------- | --------------- |
| Rock Couët (Sortant)     | Sans opposition | Sans opposition |

| Candidats conseiller #1 | Vote | %     |
| ----------------------- | ---- | ----- |
| Jimmy Morin             | 233  | 58,54 |
| Lise Veilleux           | 165  | 41,46 |

| Candidats conseiller #2  | Vote            | %               |
| ------------------------ | --------------- | --------------- |
| Martin Giguère (Sortant) | Sans opposition | Sans opposition |

| Candidats conseiller #3 | Vote            | %               |
| ----------------------- | --------------- | --------------- |
| Gaétan Gagnon (Sortant) | Sans opposition | Sans opposition |

| Candidats conseiller #4    | Vote            | %               |
| -------------------------- | --------------- | --------------- |
| Nathalie Harton (Sortante) | Sans opposition | Sans opposition |

| Candidats conseiller #5 | Vote            | %               |
| ----------------------- | --------------- | --------------- |
| Pascal Cliche (Sortant) | Sans opposition | Sans opposition |

| Candidats conseiller #6 | Vote            | %               |
| ----------------------- | --------------- | --------------- |
| Valentin Talbot         | Sans opposition | Sans opposition |

## Lac-Mégantic
| Partis                         | Partis                  | Candidats pour la mairie                | Vote  | %     |
| ------------------------------ | ----------------------- | --------------------------------------- | ----- | ----- |
|                                | Indépendant             | Julie Morin (Sortante d'un autre poste) | 1 829 | 69,28 |
|                                | Indépendant             | Ronald Martel                           | 741   | 28,07 |
|                                | Vision Citoyen Mégantic | Jean St-Pierre                          | 70    | 2,65  |
| Taux de participation : 56,5 % |                         |                                         |       |       |

- Élection partielle au poste de conseiller district #5 - Vieux-Nord le 6 octobre 2019[1]
  - Steven Hallée est élu par acclamation[1]

| Candidats district #5 - Vieux-Nord | Vote            | %               |
| ---------------------------------- | --------------- | --------------- |
| Michel Plante                      | Sans opposition | Sans opposition |

## Lambton
| Candidats pour la mairie                 | Vote | %     |
| ---------------------------------------- | ---- | ----- |
| Ghislain Breton (Sortant)                | 749  | 86,19 |
| Réal Veilleux (Sortant d'un autre poste) | 120  | 13,81 |
| Taux de participation : 61,3 %           |      |       |

| Candidats conseiller #1 | Vote | %     |
| ----------------------- | ---- | ----- |
| Pierre Lemay            | 482  | 56,24 |
| Jacinthe Martel         | 375  | 43,76 |

| Candidats conseiller #2 | Vote | %     |
| ----------------------- | ---- | ----- |
| Gilles Racine (Sortant) | 457  | 53,08 |
| Martin Proteau          | 404  | 46,92 |

| Candidats conseiller #3 | Vote            | %               |
| ----------------------- | --------------- | --------------- |
| Steeve Fortier          | Sans opposition | Sans opposition |

| Candidats conseiller #4      | Vote            | %               |
| ---------------------------- | --------------- | --------------- |
| Nathalie Bélanger (Sortante) | Sans opposition | Sans opposition |

| Candidats conseiller #5                  | Vote | %     |
| ---------------------------------------- | ---- | ----- |
| Pierre Ouellet                           | 512  | 59,33 |
| Roch Lachance (Sortant d'un autre poste) | 351  | 40,67 |

| Candidats conseiller #6 | Vote | %     |
| ----------------------- | ---- | ----- |
| Michel Lamontagne       | 607  | 71,58 |
| Robert Blouin           | 241  | 28,42 |

## Marston
| Candidats pour la mairie | Vote            | %               |
| ------------------------ | --------------- | --------------- |
| Claude Roy (Sortant)     | Sans opposition | Sans opposition |

| Candidats conseiller #1 | Vote            | %               |
| ----------------------- | --------------- | --------------- |
| Paul Morin (Sortant)    | Sans opposition | Sans opposition |

| Candidats conseiller #2 | Vote | %     |
| ----------------------- | ---- | ----- |
| Isabelle Veilleux       | 179  | 75,21 |
| Michel Lapointe         | 59   | 24,79 |

| Candidats conseiller #3 | Vote            | %               |
| ----------------------- | --------------- | --------------- |
| Jean Lavigne (Sortant)  | Sans opposition | Sans opposition |

| Candidats conseiller #4  | Vote            | %               |
| ------------------------ | --------------- | --------------- |
| Yves Chouinard (Sortant) | Sans opposition | Sans opposition |

| Candidats conseiller #5  | Vote            | %               |
| ------------------------ | --------------- | --------------- |
| Esther Arguin (Sortante) | Sans opposition | Sans opposition |

| Candidats conseiller #6 | Vote            | %               |
| ----------------------- | --------------- | --------------- |
| Daniel Roy (Sortant)    | Sans opposition | Sans opposition |

## Milan
| Candidats pour la mairie                    | Vote | %     |
| ------------------------------------------- | ---- | ----- |
| Jacques Bergeron (Sortant d'un autre poste) | 146  | 86,39 |
| Daniel Nadeau                               | 23   | 13,61 |
| Taux de participation : N/A %               |      |       |

| Candidats conseiller #1                 | Vote | %     |
| --------------------------------------- | ---- | ----- |
| Bianka Côté                             | 102  | 61,08 |
| Louiselle Gazaille Rouillard (Sortante) | 65   | 38,92 |

| Candidats conseiller #2   | Vote            | %               |
| ------------------------- | --------------- | --------------- |
| Bernard Grenier (Sortant) | Sans opposition | Sans opposition |

| Candidats conseiller #3 | Vote | %     |
| ----------------------- | ---- | ----- |
| Daniel Laboissière      | 112  | 67,88 |
| Francine Ross           | 53   | 32,12 |

| Candidats conseiller #4 | Vote            | %               |
| ----------------------- | --------------- | --------------- |
| René Turcotte (Sortant) | Sans opposition | Sans opposition |

| Candidats conseiller #5 | Vote            | %               |
| ----------------------- | --------------- | --------------- |
| Douglas E. Mccaffery    | Sans opposition | Sans opposition |

| Candidats conseiller #6        | Vote | %     |
| ------------------------------ | ---- | ----- |
| Linda Therrien                 | 97   | 58,79 |
| Carol Richard Nadeau (Sortant) | 36   | 21,82 |
| Donald Morin                   | 32   | 19,39 |

## Nantes
| Candidats pour la mairie | Vote            | %               |
| ------------------------ | --------------- | --------------- |
| Jacques Breton (Sortant) | Sans opposition | Sans opposition |

| Candidats district #1                     | Vote            | %               |
| ----------------------------------------- | --------------- | --------------- |
| Bruneau Hébert (Sortant d'un autre poste) | Sans opposition | Sans opposition |

| Candidats district #2                   | Vote            | %               |
| --------------------------------------- | --------------- | --------------- |
| Yvan Boucher (Sortant d'un autre poste) | Sans opposition | Sans opposition |

| Candidats district #3 | Vote            | %               |
| --------------------- | --------------- | --------------- |
| Richard Grenier       | Sans opposition | Sans opposition |

| Candidats district #4    | Vote            | %               |
| ------------------------ | --------------- | --------------- |
| Yvan Arsenault (Sortant) | Sans opposition | Sans opposition |

| Candidats district #5    | Vote            | %               |
| ------------------------ | --------------- | --------------- |
| Adrien Quirion (Sortant) | Sans opposition | Sans opposition |

| Candidats district #6     | Vote            | %               |
| ------------------------- | --------------- | --------------- |
| Lynda Bouffard (Sortante) | Sans opposition | Sans opposition |

## Notre-Dame-des-Bois
| Candidats pour la mairie       | Vote | %     |
| ------------------------------ | ---- | ----- |
| Yvan Goyette (Sortant)         | 348  | 88,78 |
| Claude Granger                 | 44   | 11,22 |
| Taux de participation : 46,3 % |      |       |

| Candidats district #1 | Vote            | %               |
| --------------------- | --------------- | --------------- |
| Micheline Robert      | Sans opposition | Sans opposition |

| Candidats district #2 | Vote            | %               |
| --------------------- | --------------- | --------------- |
| Denis Fortier         | Sans opposition | Sans opposition |

| Candidats district #3   | Vote            | %               |
| ----------------------- | --------------- | --------------- |
| Rita Fortier (Sortante) | Sans opposition | Sans opposition |

| Candidats district #4 | Vote            | %               |
| --------------------- | --------------- | --------------- |
| Chantal Bouchard      | Sans opposition | Sans opposition |

| Candidats district #5 | Vote            | %               |
| --------------------- | --------------- | --------------- |
| Alfred Jr. Beaudin    | Sans opposition | Sans opposition |

| Candidats district #6   | Vote            | %               |
| ----------------------- | --------------- | --------------- |
| Jean-Guy Noël (Sortant) | Sans opposition | Sans opposition |

## Piopolis
| Candidats pour la mairie | Vote            | %               |
| ------------------------ | --------------- | --------------- |
| Peter Manning            | Sans opposition | Sans opposition |

| Candidats conseiller #1                | Vote            | %               |
| -------------------------------------- | --------------- | --------------- |
| Nil Longpré (Sortant d'un autre poste) | Sans opposition | Sans opposition |

| Candidats conseiller #2 | Vote            | %               |
| ----------------------- | --------------- | --------------- |
| Nicole Charette         | Sans opposition | Sans opposition |

| Candidats conseiller #3           | Vote | %     |
| --------------------------------- | ---- | ----- |
| Marie-Claire Thivierge (Sortante) | 141  | 55,73 |
| Brenda Grenier                    | 112  | 44,27 |

| Candidats conseiller #4 | Vote | %     |
| ----------------------- | ---- | ----- |
| Michel Benoit           | 153  | 60,71 |
| Pierre Hallé            | 99   | 39,29 |

| Candidats conseiller #5 | Vote | %     |
| ----------------------- | ---- | ----- |
| André St-Marseille      | 155  | 61,02 |
| Germain Grenier         | 70   | 27,56 |
| Micheline Perras        | 29   | 11,42 |

| Candidats conseiller #6 | Vote | %     |
| ----------------------- | ---- | ----- |
| France Dodier           | 171  | 68,95 |
| Jacques Vézina          | 77   | 31,05 |

## Saint-Augustin-de-Woburn
| Guy Brousseau                  | 226 | 67,66 |
| Raoul Proteau (Sortant)        | 108 | 32,34 |
| Taux de participation : 61,9 % |     |       |

| Candidats conseiller #1 | Vote | %     |
| ----------------------- | ---- | ----- |
| André Audet             | 215  | 64,37 |
| Aline Maheux (Sortante) | 119  | 35,63 |

| Candidats conseiller #2 | Vote            | %               |
| ----------------------- | --------------- | --------------- |
| Chantal Audet           | Sans opposition | Sans opposition |

| Candidats conseiller #3 | Vote            | %               |
| ----------------------- | --------------- | --------------- |
| Yves Cordeau            | Sans opposition | Sans opposition |

| Candidats conseiller #4 | Vote            | %               |
| ----------------------- | --------------- | --------------- |
| Thérèse Fontaine        | Sans opposition | Sans opposition |

| Candidats conseiller #5 | Vote            | %               |
| ----------------------- | --------------- | --------------- |
| Richard Boulanger       | Sans opposition | Sans opposition |

| Candidats conseiller #6 | Vote            | %               |
| ----------------------- | --------------- | --------------- |
| Réjean Dumont (Sortant) | Sans opposition | Sans opposition |

## Saint-Ludger
| Bernard Therrien               | 242 | 51,38 |
| Suzanne Gauvin                 | 229 | 48,62 |
| Taux de participation : 53,1 % |     |       |

| Candidats conseiller #1    | Vote            | %               |
| -------------------------- | --------------- | --------------- |
| Bernard Rodrigue (Sortant) | Sans opposition | Sans opposition |

| Candidats conseiller #2 | Vote            | %               |
| ----------------------- | --------------- | --------------- |
| Denis Poulin (Sortant)  | Sans opposition | Sans opposition |

| Candidats conseiller #3      | Vote            | %               |
| ---------------------------- | --------------- | --------------- |
| Jean-Luc Boulanger (Sortant) | Sans opposition | Sans opposition |

| Candidats conseiller #4 | Vote            | %               |
| ----------------------- | --------------- | --------------- |
| Goderic Purcell         | Sans opposition | Sans opposition |

| Candidats conseiller #5 | Vote            | %               |
| ----------------------- | --------------- | --------------- |
| Roger Nadeau (Sortant)  | Sans opposition | Sans opposition |

| Candidats conseiller #6 | Vote            | %               |
| ----------------------- | --------------- | --------------- |
| Thérèse Lachance        | Sans opposition | Sans opposition |

## Saint-Robert-Bellarmin
| Jeannot Lachance (Sortant)     | 254 | 63,03 |
| Michel Poulin                  | 149 | 36,97 |
| Taux de participation : 76,5 % |     |       |

| Candidats conseiller #1 | Vote | %     |
| ----------------------- | ---- | ----- |
| Christian Dumas         | 240  | 58,54 |
| Gilbert Gagné (Sortant) | 170  | 41,46 |

| Candidats conseiller #2 | Vote | %     |
| ----------------------- | ---- | ----- |
| Rock Vachon (Sortant)   | 281  | 68,20 |
| Roger Poulin            | 131  | 31,80 |

| Candidats conseiller #3 | Vote | %     |
| ----------------------- | ---- | ----- |
| Francine Nadeau         | 223  | 54,26 |
| Robert Jolin (Sortant)  | 188  | 45,74 |

| Candidats conseiller #4 | Vote            | %               |
| ----------------------- | --------------- | --------------- |
| Denis Doyon             | Sans opposition | Sans opposition |

| Candidats conseiller #5   | Vote            | %               |
| ------------------------- | --------------- | --------------- |
| Jean-Luc Nadeau (Sortant) | Sans opposition | Sans opposition |

| Candidats conseiller #6      | Vote | %     |
| ---------------------------- | ---- | ----- |
| Marcellin Lachance (Sortant) | 259  | 63,02 |
| Jean-Claude Grenier          | 152  | 36,98 |

## Saint-Romain
| Candidats pour la mairie   | Vote            | %               |
| -------------------------- | --------------- | --------------- |
| Jean-Luc Fillion (Sortant) | Sans opposition | Sans opposition |

| Candidats conseiller #1 | Vote            | %               |
| ----------------------- | --------------- | --------------- |
| Stéphanie Mercier       | Sans opposition | Sans opposition |

| Candidats conseiller #2  | Vote            | %               |
| ------------------------ | --------------- | --------------- |
| Hélène Breton (Sortante) | Sans opposition | Sans opposition |

| Candidats conseiller #3  | Vote            | %               |
| ------------------------ | --------------- | --------------- |
| Gérard Jacques (Sortant) | Sans opposition | Sans opposition |

| Candidats conseiller #4  | Vote            | %               |
| ------------------------ | --------------- | --------------- |
| Claude Richard (Sortant) | Sans opposition | Sans opposition |

| Candidats conseiller #5     | Vote            | %               |
| --------------------------- | --------------- | --------------- |
| Émile Baillargeon (Sortant) | Sans opposition | Sans opposition |

| Candidats conseiller #6 | Vote            | %               |
| ----------------------- | --------------- | --------------- |
| André Tardif (Sortant)  | Sans opposition | Sans opposition |

## Saint-Sébastien
| Candidats pour la mairie | Vote            | %               |
| ------------------------ | --------------- | --------------- |
| France Bisson (Sortante) | Sans opposition | Sans opposition |

| Candidats conseiller #1 | Vote            | %               |
| ----------------------- | --------------- | --------------- |
| Francis Therrien        | Sans opposition | Sans opposition |

| Candidats conseiller #2 | Vote            | %               |
| ----------------------- | --------------- | --------------- |
| George Sansfaçon        | Sans opposition | Sans opposition |

| Candidats conseiller #3 | Vote            | %               |
| ----------------------- | --------------- | --------------- |
| Claudia Bolduc          | Sans opposition | Sans opposition |

| Candidats conseiller #4  | Vote            | %               |
| ------------------------ | --------------- | --------------- |
| Nicolas Blouin (Sortant) | Sans opposition | Sans opposition |

| Candidats conseiller #5  | Vote            | %               |
| ------------------------ | --------------- | --------------- |
| Roland Bernard (Sortant) | Sans opposition | Sans opposition |

| Candidats conseiller #6 | Vote            | %               |
| ----------------------- | --------------- | --------------- |
| Philippe Jacques        | Sans opposition | Sans opposition |

## Sainte-Cécile-de-Whitton
| Candidats pour la mairie | Vote            | %               |
| ------------------------ | --------------- | --------------- |
| Diane Turgeon (Sortante) | Sans opposition | Sans opposition |

| Candidats conseiller #1   | Vote | %     |
| ------------------------- | ---- | ----- |
| Jean-François Boulet      | 310  | 81,15 |
| Linda Gosselin (Sortante) | 72   | 18,85 |

| Candidats conseiller #2     | Vote            | %               |
| --------------------------- | --------------- | --------------- |
| Jean-Guy Lapierre (Sortant) | Sans opposition | Sans opposition |

| Candidats conseiller #3 | Vote            | %               |
| ----------------------- | --------------- | --------------- |
| Claude Grenier          | Sans opposition | Sans opposition |

| Candidats conseiller #4     | Vote            | %               |
| --------------------------- | --------------- | --------------- |
| Estelle Larouche (Sortante) | Sans opposition | Sans opposition |

| Candidats conseiller #5 | Vote            | %               |
| ----------------------- | --------------- | --------------- |
| François Boulanger      | Sans opposition | Sans opposition |

| Candidats conseiller #6    | Vote            | %               |
| -------------------------- | --------------- | --------------- |
| Charles Gosselin (Sortant) | Sans opposition | Sans opposition |

## Stornoway
| Mario Lachance (Sortant)                  | 231 | 77,52 |
| Mario Bergeron (Sortant d'un autre poste) | 67  | 22,48 |
| Taux de participation : 64,0 %            |     |       |

| Candidats conseiller #1 | Vote            | %               |
| ----------------------- | --------------- | --------------- |
| Marie-Ange Richard      | Sans opposition | Sans opposition |

| Candidats conseiller #2 | Vote            | %               |
| ----------------------- | --------------- | --------------- |
| Rénald Béliveau         | Sans opposition | Sans opposition |

| Candidats conseiller #3       | Vote | %     |
| ----------------------------- | ---- | ----- |
| Valérie Bolduc                | 212  | 71,62 |
| Micheline Charrier (Sortante) | 84   | 28,38 |

| Candidats conseiller #4 | Vote | %     |
| ----------------------- | ---- | ----- |
| Réal Cameron (Sortant)  | 224  | 75,17 |
| Steve Paré              | 74   | 24,83 |

| Candidats conseiller #5                 | Vote | %     |
| --------------------------------------- | ---- | ----- |
| Réjean Boulanger (Sortant)              | 254  | 85,81 |
| Réal Bernard (Sortant d'un autre poste) | 42   | 14,19 |

| Candidats conseiller #6 | Vote            | %               |
| ----------------------- | --------------- | --------------- |
| Rachelle Audet          | Sans opposition | Sans opposition |

## Stratford
| Candidats pour la mairie | Vote            | %               |
| ------------------------ | --------------- | --------------- |
| Denis Lalumière          | Sans opposition | Sans opposition |

| Candidats conseiller #1 | Vote | %     |
| ----------------------- | ---- | ----- |
| Isabelle Couture        | 271  | 64,68 |
| Réal Boisvert           | 148  | 35,32 |

| Candidats conseiller #2 | Vote            | %               |
| ----------------------- | --------------- | --------------- |
| André Therrien          | Sans opposition | Sans opposition |

| Candidats conseiller #3  | Vote            | %               |
| ------------------------ | --------------- | --------------- |
| Richard Picard (Sortant) | Sans opposition | Sans opposition |

| Candidats conseiller #4 | Vote            | %               |
| ----------------------- | --------------- | --------------- |
| Julie Lamontagne        | Sans opposition | Sans opposition |

| Candidats conseiller #5 | Vote            | %               |
| ----------------------- | --------------- | --------------- |
| Gaétan Côté             | Sans opposition | Sans opposition |

| Candidats conseiller #6 | Vote            | %               |
| ----------------------- | --------------- | --------------- |
| Marc Cantin             | Sans opposition | Sans opposition |

## Val-Racine
| Candidats pour la mairie  | Vote            | %               |
| ------------------------- | --------------- | --------------- |
| Pierre Brosseau (Sortant) | Sans opposition | Sans opposition |

| Candidats conseiller #1 | Vote            | %               |
| ----------------------- | --------------- | --------------- |
| Fannie Lecours          | Sans opposition | Sans opposition |

| Candidats conseiller #2  | Vote            | %               |
| ------------------------ | --------------- | --------------- |
| Angèle Rivest (Sortante) | Sans opposition | Sans opposition |

| Candidats conseiller #3     | Vote            | %               |
| --------------------------- | --------------- | --------------- |
| Serge Delongchamp (Sortant) | Sans opposition | Sans opposition |

| Candidats conseiller #4 | Vote            | %               |
| ----------------------- | --------------- | --------------- |
| Tania Janowski          | Sans opposition | Sans opposition |

| Candidats conseiller #5 | Vote            | %               |
| ----------------------- | --------------- | --------------- |
| Adrien Blouin (Sortant) | Sans opposition | Sans opposition |

| Candidats conseiller #6    | Vote            | %               |
| -------------------------- | --------------- | --------------- |
| Sylvain Bergeron (Sortant) | Sans opposition | Sans opposition |